# Ode to Sleep
Ode to Sleep è un singolo promozionale dei Twenty One Pilots, originariamente presente nel loro secondo album in studio Regional at Best e successivamente riregistrato e pubblicato nel terzo album Vessel, da cui è estratto, nel 2013.

## Descrizione
Terza traccia di Regional at Best e introduzione a Vessel come prima traccia del disco, Ode to Sleep è stato prodotto nella sua versione originale da Tyler Joseph e successivamente riprodotto da Greg Wells nella sua nuova versione per Vessel. Riregistrato ai Rocket Carousel Studio di Los Angeles, California, come il resto dell'album, è stato scritto da Tyler Joseph.
Parlando della creazione del brano, Joseph ha detto di non sapere «come è esattamente successo» e «a cosa stavo pensando», ma si dice soddisfatto del risultato finale. Una delle sue canzoni preferite da portare sul palco, definisce Ode to Sleep «un puzzle» per via della sua struttura particolare e di come accidentalmente riesca a stare insieme.
La versione contenuta in Vessel era già stata pubblicata nell'EP Three Songs nell'estate 2012 con la nuova versione di Guns for Hands e l'inedito Migraine. Di questa versione è stato inoltre pubblicato un CD promozionale con quattro tracce.
Per i numerosi download e ascolti online ricevuti, nel 2017 Ode to Sleep è stato certificato disco d'oro dalla RIAA.

## Video musicale
Il video ufficiale realizzato per il brano, pubblicato il 31 dicembre 2014 e diretto da Mark C. Eshleman, ripropone scene dal vivo e di repertorio che mostrano il percorso della band dal 2011 sino ad allora.

## Tracce
Testi e musiche di Tyler Joseph.
1. Ode to Sleep (Original Version) – 5:07
2. Ode to Sleep (Short Version) – 4:17
3. Ode to Sleep (Instrumental) – 5:07
4. Ode to Sleep (TV Track) – 5:07

## Formazione
Twenty One Pilots
- Tyler Joseph – voce, chitarra, basso, tastiera, programmazione
- Josh Dun – batteria, percussioni

Altri musicisti
- Greg Wells – tastiera, sintetizzatore e programmazione (solo nella versione di Vessel)